# Scarborough
|  | Aquest article tracta sobre la ciutat anglesa. Vegeu-ne altres significats a «Scarborough (desambiguació)». |

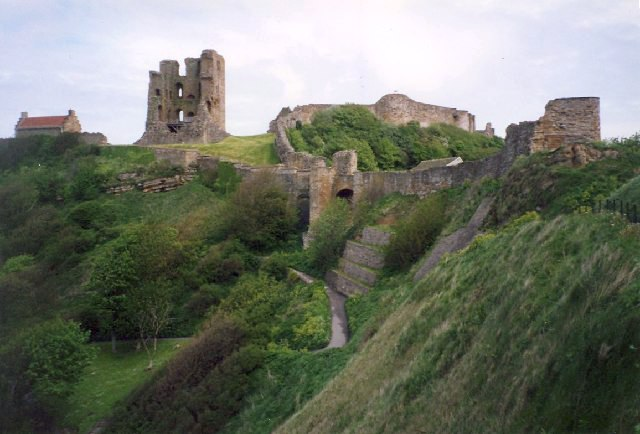
Castell de Scarborough

Scarborough és una localitat situada en la costa del Mar del Nord al comtat de North Yorkshire, Yorkshire, Anglaterra, amb 50.135 habitants. La part moderna de la vila se situa entre els 30 i els 70 metres sobre el nivell del mar, mentre que la seva part antiga està al costat del port, protegida per un rocós cap. És la ciutat amb més turisme de la zona de Yorkshire, constituint un dels seus majors atractius turístics el castell de Scarborough.